# 대한민국 상법 제382조의4
대한민국 상법 제382조의4는 국내범에 대한 상법 회사법의 조문이다. 

## 조문
제382조의4 (이사의 비밀유지의무) 이사는 재임중 뿐만 아니라 퇴임후에도 직무상 알게 된 회사의 영업상 비밀을 누설하여서는 아니된다.